# Moviment per una Geòrgia Unida

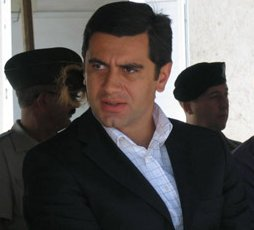
Fotografia d'Irakli Okruashvili, fundador del moviment.

El Moviment per una Geòrgia Unida (georgià მოძრაობა ერთიანი საქართველოსთვის, Modsraoba Ertiani Sakartvelostvis, MES) és un partit polític de Geòrgia, fundat el 27 de setembre de 2007 per l'ex ministre de Defensa, Irakli Okruashvili. S'oposa a la tendència de l'actual president de Geòrgia, Mikheil Sakaixvili, vers l'autoritarisme. Okruashvili va ser detingut el 28 de setembre de 2007, cosa que va donar lloc a manifestacions contra el govern.
El partit va ser inaugurat oficialment el 15 de desembre de 2007 amb Gia Tortladze, membre del Parlament de Geòrgia, com el seu president, mentre que Irakli Okruashvili, qui es troba detingut a Alemanya, va ser escollit "president honorari".
El Moviment per una Geòrgia Unida va formar part de la coalició de nou partits de l'oposició coneguda com a "Consell Nacional", va donar suport Levan Gachechiladze com a candidat a les eleccions presidencials georgianes de 2008.